# Iola (Kansas)
Iola es una ciudad ubicada en el condado de Allen en el estado estadounidense de Kansas. En el año 2010 tenía una población de 5704 habitantes y una densidad poblacional de 523,3 personas por km².

## Geografía
Iola se encuentra ubicada en las coordenadas 37°55′22″N 95°24′1″O / 37.92278, -95.40028 (37.922651, -95.400367).

## Demografía
Según la Oficina del Censo en 2000 los ingresos medios por hogar en la localidad eran de $29,219 y los ingresos medios por familia eran $37,795. Los hombres tenían unos ingresos medios de $26,407 frente a los $19,407 para las mujeres. La renta per cápita para la localidad era de $14,741. Alrededor del 18.6% de la población estaban por debajo del umbral de pobreza.